# Taggeburt
Eine Taggeburt ist in der Astrologie eine Geburt, zu deren Zeitpunkt die Sonne in der Taghälfte stand, also über dem Horizont, im 7. bis 12. Haus. Dementsprechend ist eine Nachtgeburt eine, bei der die Sonne in der Nachthälfte stand, unter dem Horizont, im 1. bis 6. Haus.
Entsprechend spricht man bei einem Geburtshoroskop von einem Taghoroskop bzw. einem Nachthoroskop. Abhängig davon, ob es sich um Tag- bzw. Nachthoroskop handelt, unterscheiden sich in der klassischen Astrologie bestimmte Horoskopelemente, nämlich
- sensitive Punkte
- Herrscher (Unterscheidung von Tagherrscher und Nachtherrscher)
- Hyleg
- Firdaria
- Hayiz